# Artur Tegkaev
Artur Tegkaev (* 10. Juni 1990 in Wladikawkas) ist ein deutscher Eishockeyspieler, der auf der Position des Stürmers spielt und seit 2020 für den MEC Halle 04 in der Eishockey-Oberliga aufläuft.

## Karriere
Tegkaev entstammt dem Nachwuchs des SC Bietigheim-Bissingen, von dem er zur Saison 2006/07 in die Nachwuchsabteilung der Düsseldorfer EG wechselte. Dort konnte er zwei Jahre Später erste Erfahrungen in der zweiten Mannschaft der DEG sammeln. Im Alter von 18 Jahren erhielt er eine Förderlizenz für den EV Duisburg in der Deutschen Eishockey Liga, für den er auch drei Spiele bestritt, und war gleichzeitig für den Oberligisten Herner EV spielberechtigt. Nach dem wirtschaftlich bedingten Rückzug der Füchse Duisburg in die Regionalliga West blieb er beim EVD noch für eine weitere Spielzeit.
Zur Saison 2010/11 ging er zu den Ratinger Ice Aliens in die Oberliga und scorte die kommenden zwei Spielzeiten in 86 Begegnungen 125 mal und entwickelte sich zum Leistungsträger, weshalb auch die Moskitos Essen auf ihn aufmerksam wurden und ihn zur Saison 2012/13 verpflichteten. Jedoch blieb es bei einem kurzen Intermezzo, da Tegkaev sich schon im Dezember den Hammer Eisbären anschloss und die weitere Saison dort spielte.
Vor der Saison 2013/14 unterschrieb er einen Vertrag beim Süd-Oberligisten EV Regensburg und verblieb dort für eine Saison, bevor er im Sommer 2014 vom EHC Neuwied verpflichtet wurde. Im Januar 2015 verlängerte er dort seinen Vertrag für weitere zwei Jahre.
In der Saison 2016/17 spielte Tegkaev für den MEC Halle 04. Anschließend wechselte er zunächst für drei Monate auf Probe zu den Lausitzer Füchsen in die DEL2 und verblieb schließlich für den Rest der Saison in Weißwasser. Zur Saison 2018/19 holten die Füchse aus Duisburg den Stürmer an die Wedau zurück, für die er bereits in der DEL spielte. Zur Saison 2020/21 holte der MEC Halle 04 den ehemaligen Spieler zurück.